# Tympanocryptis wilsoni
Tympanocryptis wilsoni — вид ігуаноподібних ящірок родини агамових (Agamidae). Ендемік Австралії.

## Поширення і екологія
Tympanocryptis wilsoni відомі з типової місцевості, розташованої на захід від міста Рома на півдні Квінсленду. Вони живуть на сухих луках і полях.

## Збереження
МСОП класифікує цей вид як такий, що перебуває під загрозою зникнення. Tympanocryptis wilsoni загрожує знищення природного середовища.